# Victor Assis Brasil
Victor Assis Brasil, né à Rio de Janeiro le 28 août 1945 et mort dans la même ville le 14 avril 1981, est un saxophoniste brésilien, l'un des musiciens de jazz les plus acclamés.

## Biographie
Frère jumeau du pianiste classique João Carlos Assis Brésil, il a commencé à jouer professionnellement en 1965, puis est allé étudier au Berklee College of Music, États-Unis entre 1969 et 1973. Il a joué aux côtés de Dizzy Gillespie, Jeremy Steig, Richie Cole, Clark Terry, Chick Corea, Ron Carter, Bob Déplacez entre autres.
Il est mort très jeune, à trente-cinq ans, en raison d'une maladie du système circulatoire rare et grave, la périartérite noueuse.

## Discographie
- Desenhos (1966)
- Trajeto (1968)
- Victor Assis Brasil toca Antônio Carlos Jobim (1970)
- Esperanto (1970)
- Victor Assis Brasil Quinteto (1979)
- Pedrinho (1980)
- Interpreta Tom Jobim (1999)
- Legacy (2002)